# Mulino (araldica)
Il mulino, sia a vento che ad acqua, è una figura araldica simbolo di giurisdizione feudale sui mulini o del mestiere di mugnaio. Nell'araldica civica testimonia la presenza di un mulino o l'attività di molitura.
Vengono spesso rappresentate anche solo alcune sue parti come la ruota, le pale, la macina o il ferro da mulino.
Si definisce alato il mulino a vento con le pale di smalto diverso.

Mulino a vento (Edewecht, Germania)
Mulino a vento (Eddelak, Germania)
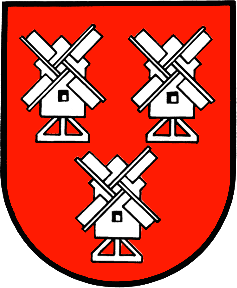
Tre mulini d'argento (Söhlde, Germania)
Mulino a vento di rosso, alato di verde, aperto e finestrato del campo (Bouvellemont, Francia)
Mulino ad acqua (La Riba, Spagna)
Mulino ad acqua (Viana de Jadraque, Spagna)
Pale di mulino a vento (Wintersheim, Germania)
Pale di mulino a vento (Krokau, Germania)